# Єлшанська сільська рада
Єлша́нська сільська рада (рос. Елшанский сельский совет) — сільське поселення у складі Бузулуцького району Оренбурзької області Росії.
Адміністративний центр — село Єлшанка Перша.

## Населення
Населення — 1221 особа (2019; 1203 в 2010, 1223 у 2002).

## Склад
До складу сільської ради входять:
| Населений пункт     | Населення, осіб (2002) | Населення, осіб (2010) |
| ------------------- | ---------------------- | ---------------------- |
| 3 км, селище        | 23                     | 30                     |
| Єлшанка Перша, село | 1200                   | 1176                   |